# ناجورها (مجموعه تلویزیونی)
ناجورها نام یک مجموعه تلویزیونی است که در سال ۱۳۵۳ و به کارگردانی نورالدین مصطفوی کاشانی ساخته شد و از تلویزیون ملی ایران پخش گردید.

## خلاصه داستان
این مجموعه تلویزیونی کمدی‌انتقادی، به مسائل و مشکلات گوناگون خانواده‌ها - از جمله طلاق - می‌پردازد.

## بازیگران
- توران مهرزاد
- حسن خیاط‌باشی
- هوشنگ بهشتی
- امرالله صابری
- مهری نصیری
- فرشته حیدری
- جواد تقدیسی
- فرامرز معصومی
- علی فرهادی
- محمد میرحسینی

## سایر مشخصات
- کارگردان: نورالدین مصطفوی کاشانی
- نویسنده: نورالدین مصطفوی کاشانی
- محصول: تلویزیون ملی ایران
- سال تولید: ۱۳۵۳